# Guildhall School of Music and Drama

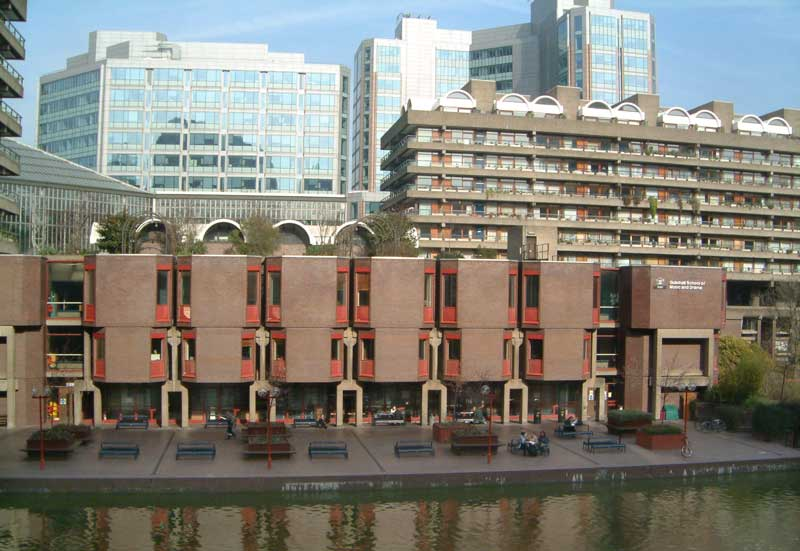
Guildhall School of Music and Drama

Die Guildhall School of Music and Drama ist eine weltweit führende Musik- und Schauspielschule, die 1880 in London gegründet wurde. Sie zählt Studierende aus über 70 Ländern und wird in den QS World University Rankings von 2024 als drittbeste Universität für Musik sowie als viertbeste Universität für Darstellende Kunst eingestuft. Zu den namhaften Absolventen gehören Daniel Craig, Orlando Bloom, Lily James und Ewan McGregor sowie die Musiker Dido, George Martin, Mica Levi und Harry Gregson-Williams. Die Leitung der Schule hat seit 2022 Jonathan Vaughan inne.

## Geschichte
Die erste Guildhall-Schule war in einem alten Warenhaus in Aldermanbury untergebracht. Die neue Schule in der John Carpenter Street wurde vom Stadtarchitekten Horace Jones entworfen und öffnete im Dezember 1886. Eigentümer ist die Stadt London (Corporation of London), die sie auch finanziert, weshalb sie nach der Londoner Guildhall, dem früheren Sitz des Rathauses, benannt wurde, obwohl sie sich nie dort befand. Seit 1977 ist die Schule beim Barbican Arts Centre im Barbican-Komplex beheimatet.

## Gegenwart
Guildhall unterrichtet die Fächer Musik, Oper, Theater (Drama), Theatermanagement (Stage Management) und Theatertechnik (Technical Theatre).
Das Junior Department, eine Sonntagsschule für 4- bis 18-Jährige, erhielt 2005 den Queen´s Anniversary Award. In der Schule steht für Aufführungen (Theater, Oper) ein Theater mit 308 Sitzplätzen zur Verfügung. Die Theaterabteilung führte auch Aufführungen an Londoner Theatern wie dem Pit im Barbican Centre, dem Bridewell Theatre, dem Soho Theatre, dem Royal Court Theatre und dem Swan Theatre in Stratford durch.
2013 eröffnete die Schule ein neues Gebäude am Milton Court mit einer Konzerthalle mit 600 Sitzplätzen - der größten Zuschauerkapazität aller Londoner Musikhochschulen. Neben dem großen Konzertsaal der Guildhall beherbergt das Milton Court-Gebäude auch ein Proszenium-Theater mit 223 Plätzen, ein flexibles Studiotheater mit 128 Plätzen und mehrere Proberäume. Außerdem sind dort TV- und Radio-Studios, Unterrichtsräume sowie die Verwaltung angesiedelt. 
Die Bibliothek der Guildhall School (im Silk Street-Gebäude) beherbergt eine der umfangreichsten Sammlungen von Musik- und Theaterliteratur in Europa.

## Zahlen zu den Studierenden
Im Studienjahr 2022/2023 nannten sich von den 1075 Studenten der Guildhall School of Music and Drama 495 weiblich (46,0 %) und 580 männlich (54,0 %).
Die Zulassung zum Studium an der Guildhall School erfolgt über ein kompetitives Auswahlverfahren. Die Schule veranstaltet Eignungsprüfungen für ihre Musikprogramme unter anderem in London, New York, Edinburgh, Hongkong, Seoul, Taipeh und Tokio.
Die Zulassungsquote bewegt sich je nach Studiengang zwischen 1 und 10 % und stellt somit eine der strengsten Quoten für britische Hochschulen dar. Im Gegensatz zu anderen Konservatorien des Vereinigten Königreichs führt die Guildhall ein eigenständiges Aufnahmeverfahren durch, bei dem die Bewerbungen direkt an die Schule und nicht, wie sonst üblich, über UCAS erfolgen. 

## Bedeutende Lehrer
→ siehe: Hochschullehrer der Guildhall School of Music and Drama

## Absolventen (Auswahl)
- Thomas Adès (* 1971)
- Susanna Andersson (* 1977)
- Naveen Andrews (* 1969)
- Eileen Atkins (* 1934)
- Hayley Atwell (* 1982)
- Alison Balsom (* 1978)
- Chris Barber (1930–2021)
- Jean-Marc Barr (* 1960)
- Simon Russell Beale (* 1961)
- Max Beesley (* 1971)
- Honor Blackman (1925–2020)
- George Blagden (* 1989)
- Claire Bloom (* 1931)
- Orlando Bloom (* 1977)
- Peter Bording (* 1965)
- Ian Bousfield (* 1964)
- Geoffrey Burgon (1941–2010)
- Stephen Campbell Moore (* 1979)
- Anya Chalotra
- Guy Chambers (* 1963)
- Ben Chaplin (* 1969)
- Isobel Cooper (* 1975)
- Alice Coote (* 1968)
- Daniel Craig (* 1968)
- Eric Crees (* 1952)
- Peter Cushing (1913–1994)
- Dido (* 1971)
- Michelle Dockery (* 1981)
- Adrian Dunbar (* 1958)
- Peter Dyneley (1921–1977)
- Moritz Eggert (* 1965)
- Stephen Endelman (* 1962)
- Shaun Evans (* 1980)
- Achim Fiedler (* 1965)
- Joseph Fiennes (* 1970)
- Celia Franca (1921–2007)
- James Galway (* 1939)
- Tim Garland (* 1966)
- Liam Garrigan (* 1981)
- Ron Goodwin (1925–2003)
- Harry Gregson-Williams (* 1961)
- Christopher Gunning (1944–2023)
- Barry Guy (* 1947)
- Alison Hagley (* 1961)
- Vernon Handley (1930–2008)
- Jim Hart (* 1983)
- Peter Harvey (* 1958)
- Deborah Hawksley (* 1970)
- Shirley Henderson (* 1965)
- Myra Hess (1890–1965)
- Torri Higginson (* 1969)
- Dave Holland (* 1946)
- Thomas Howes (* 1986)
- Alina Ibragimova (* 1985)
- Rhys Ifans (* 1967)
- Dorothe Ingenfeld (* 1974)
- Max Irons (* 1985)
- Lily James (* 1989)
- Konrad Jarnot (* 1972)
- Julia Jones (* 1961)
- Wilfred Josephs (1927–1997)
- Sophie Karthäuser (* 1974)
- Stacey Kent (* 1968)
- Myleene Klass (* 1978)
- Sarah Lancashire (* 1964)
- Mark Letheren (* 1971)
- Yoel Levi (* 1950)
- Damian Lewis (* 1971)
- Paul Lewis (* 1972)
- Chenyin Li (* 1977)
- Natasha Little (* 1969)
- Tasmin Little[11] (* 1965)
- David Lloyd (1912–1969)
- Benjamin Luxon (1937–2024)
- Art Malik (* 1952)
- George Martin (1926–2016)
- Hugh Masekela (1939–2018)
- Seamus McGarvey (* 1967)
- Ewan McGregor (* 1971)
- Julia McKenzie (* 1941)
- Marian McPartland (1918–2013)
- Dominic Miller (* 1960)
- Alfred Molina (* 1953)
- Alfonso Montes (* 1955)
- Leticia Moreno (* 1985)
- Keith Nichols (1945–2021)
- Lesley Nicol (* 1953)
- Gabriela Ortiz (* 1964)
- Anne Sofie von Otter (* 1955)
- Emma Paetz (* 1993)
- Felicity Palmer (* 1944)
- Jim Parker (1934–2023)[12]
- Anthony Phillips (* 1951)
- Rachel Podger (* 1968)
- Michael Praed (* 1960)
- Jacqueline du Pré[11] (1945–1987)
- William Primrose (1904–1982)
- Paul Reeves (* 1974)
- Fay Ripley (* 1966)
- Steven Robertson (* 1980)
- Anthony Rolfe Johnson (1940–2010)
- Florian Ross (* 1972)
- Stig Rossen (* 1962)
- Kate Royal (* 1979)
- Simon Russell Beale (* 1961)
- Jeremy Sams (* 1957)
- Céline Scheen (* 1976)
- Lesley Sharp (* 1960)
- William Shimell (* 1952)
- Marina Sirtis (* 1955)
- Anna Skellern (* 1985)
- Stephen Small (* 1969)
- Geraldine Somerville (* 1967)
- Colin Steele (* 1968)
- Anthony Strong (* 1984)
- Joby Talbot (* 1971)
- Matthew Taylor (* 1964)
- Bryn Terfel[11] (* 1965)
- David Thewlis (* 1963)
- Gabriel Thomson (* 1986)
- Tim Thorpe (* 1983)
- Christine Tobin (* 1963)
- Norma Varden (1898–1989)
- Huw Warren (* 1962)
- Dominic West (* 1969)
- Roderick Williams (* 1965)
- Jodie Whittaker (* 1982)[13]
- Steve Williamson (* 1964)
- Debbie Wiseman (* 1963)
- Savina Yannatou (* 1959)

## Belege
1. ↑  About Guildhall | Guildhall School of Music & Drama. Abgerufen am 21. April 2024 (englisch).
2. ↑  QS World University Rankings 2025. Abgerufen am 21. April 2024 (englisch).
3. ↑  QS World University Rankings 2025. Abgerufen am 21. April 2024 (englisch).
4. ↑  Guildhall Staff | Guildhall School of Music & Drama. Abgerufen am 21. April 2024 (englisch).
5. ↑  Concert Hall | Guildhall School of Music & Drama. 28. Oktober 2020, archiviert vom Original (nicht mehr online verfügbar) am 28. Oktober 2020; abgerufen am 24. März 2025.  Info: Der Archivlink wurde automatisch eingesetzt und noch nicht geprüft. Bitte prüfe Original- und Archivlink gemäß Anleitung und entferne dann diesen Hinweis.
6. ↑  Our Venues and Facilities | Guildhall School of Music & Drama. Abgerufen am 24. März 2025 (englisch).
7. ↑  Guildhall School of Music & Drama | Life At The School. 23. September 2017, archiviert vom Original am 23. September 2017; abgerufen am 24. März 2025.  Info: Der Archivlink wurde automatisch eingesetzt und noch nicht geprüft. Bitte prüfe Original- und Archivlink gemäß Anleitung und entferne dann diesen Hinweis.
8. ↑  
Where do HE students study? In: Higher Education Statistics Agency www.hesa.ac.uk > Open data and official statistics > Higher Education Student Data > Where do HE students study? > HE student enrolments by HE provider. Higher Education Statistics Agency (HESA), Jisc, 2024, abgerufen am 4. September 2024 (englisch).
9. ↑  Guildhall School of Music & Drama | Guildhall School of Music & Drama announces overhaul of auditions for Acting programmes. 25. Februar 2020, archiviert vom Original (nicht mehr online verfügbar) am 25. Februar 2020; abgerufen am 24. März 2025.  Info: Der Archivlink wurde automatisch eingesetzt und noch nicht geprüft. Bitte prüfe Original- und Archivlink gemäß Anleitung und entferne dann diesen Hinweis.
10. ↑  Corporate documentation | Guildhall School of Music & Drama. 30. Oktober 2020, archiviert vom Original am 30. Oktober 2020; abgerufen am 24. März 2025.  Info: Der Archivlink wurde automatisch eingesetzt und noch nicht geprüft. Bitte prüfe Original- und Archivlink gemäß Anleitung und entferne dann diesen Hinweis.
11. 1 2 3  Gewinnerin der Musik-Goldmedaille.
12. ↑  Gewinner einer Silber-Medaille.
13. ↑  Gewinnerin der Schauspieler-Goldmedaille.